# Mirafra passerina
Mirafra passerina o Alondra Monótona es una especie de ave paseriforme de la familia Alaudidae.
Puede ser encontrada en los siguientes países: Angola, Botsuana, Namibia, África del Sur, Zambia y Zimbabue.
Sus hábitats naturales son las sabanas áridas y los campos de gramíneas subtropicales o tropicales secos de baja altitud.